# Bukovina (1176 m)
Bukowina  (słow. Bukovina, 1176 m) – szczyt słowackiej Magury Spiskiej. Znajduje się w zachodniej części jej grani głównej, pomiędzy szczytami 1151 m i Smreczyny (Smrečiny, 1158 m). Jest zwornikiem dla dwóch grzbietów:
- północno-wschodni opadający do miejscowości Jezierska (Jezersko) i zakończony wzniesieniem Jezierski Wierch (Jezerský vrch).
- południowy, opadający do Kotlin i zakończony wzniesieniem Skalka. Grzbiet ten stanowi wschodnie obramowanie Doliny Bachledzkiej

Przez Bukowinę  prowadzi niebieski, główny szlak turystyczny Magury Spiskiej. Omija jej wierzchołek trawersując południowe stoki. Na wysokości 1138 m na południowo-wschodnich stokach Bukoviny jest skrzyżowanie szlaków (Rázcestie pod Bukovinou). Zaczyna się tutaj zielony szlak do Jezierska. Na długim odcinku od Bukowiny do Przełęczy Magurskiej jest to ostatnie miejsce, w którym z graniowego, niebieskiego szlaku Magury Spiskiej można znakowanym szlakiem zejść w doliny. Odcinek od Bukowiny do Przełęczy Magurskiej przez turystów odwiedzany jest rzadko, brak na nim schronisk turystycznych i źródeł wody. Znajduje się na nim kilka niewybitnych wierzchołków, trasa prowadzi granią terenem niemal równym, z niewielkimi tylko podejściami. Dawniej  odcinek ten był zalesiony, ale huragan w 2004 powalił niemal cały las na odcinku od Smreczyn po Spádik. Dzięki temu z trasy tej rozpościerają się szerokie panoramy widokowe, jednak z powodu słabego oznakowania jest trudna orientacyjnie. Stoki pocięte są licznymi drogami leśnymi, które powstały do zwózki drzewa z wiatrołomów.
Na szczycie Bukoviny znajduje się przekaźnik telekomunikacyjny, a na zachodniej przełęczy między Bukoviną i wierzchołkiem 1151 m wieża widokowa. Do wieży tej można wyjechać wyciągiem krzesełkowym z miejscowości Zdziar (z Doliny Bachledzkiej), można też wyjść pieszo z miejscowości Jezierska (Jezersko) szlakami turystycznymi, lub krócej, wzdłuż trasy zjazdowej Ski Jeziersko-Bachledowa. 

## Szlak turystyczny
niebieski: Przełęcz Magurska – Spádik – Smreczyny – Bukowina  – Mała Polana – Slodičovský vrch – Magurka – Średnica w Zdziarze. 6.50 h
  zielony: Jeziersko – Jezierskie Jezioro – Rázcestie pod Bukovinou

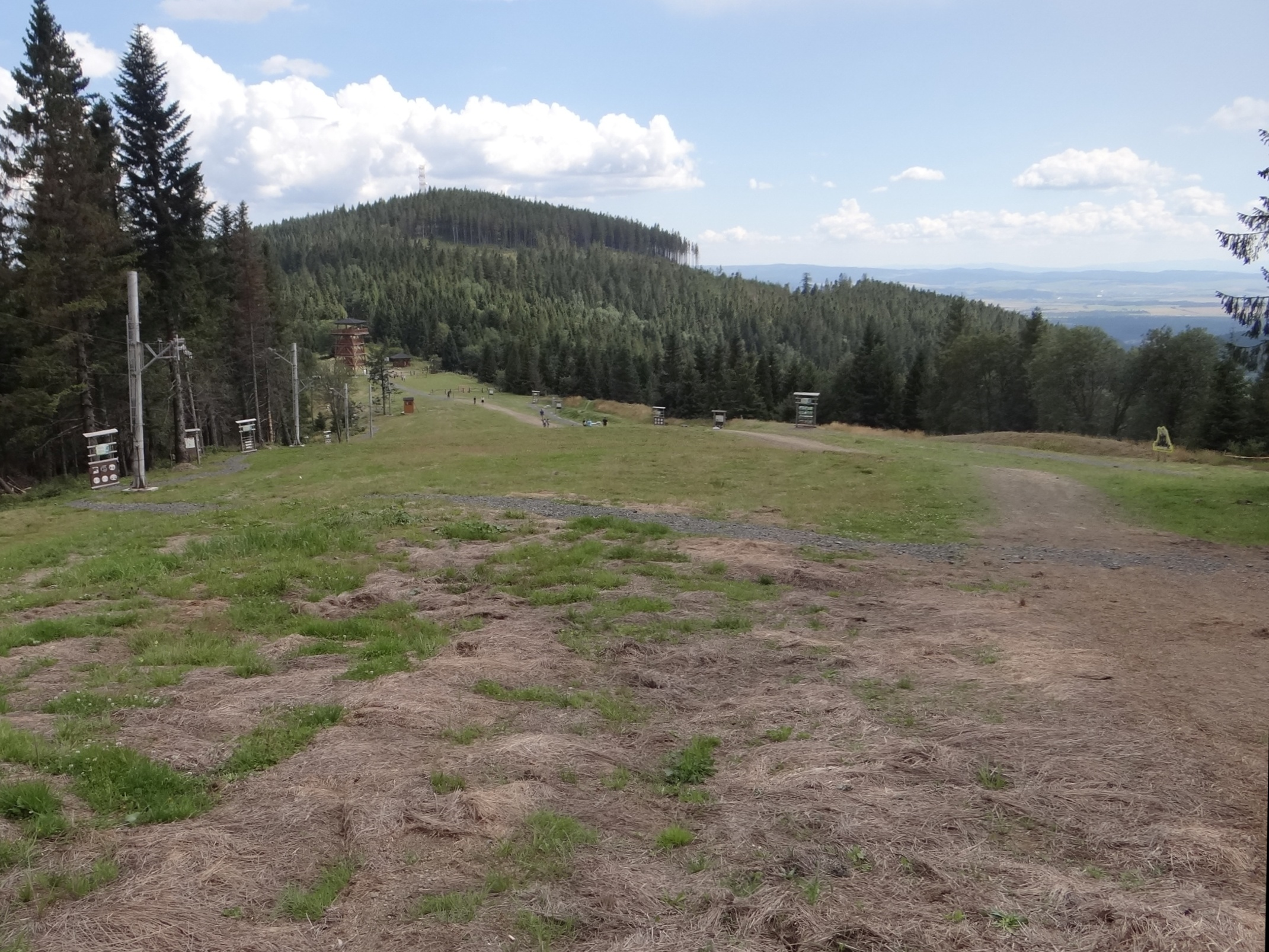
Widok na szczyt Bukoviny od zachodniej strony
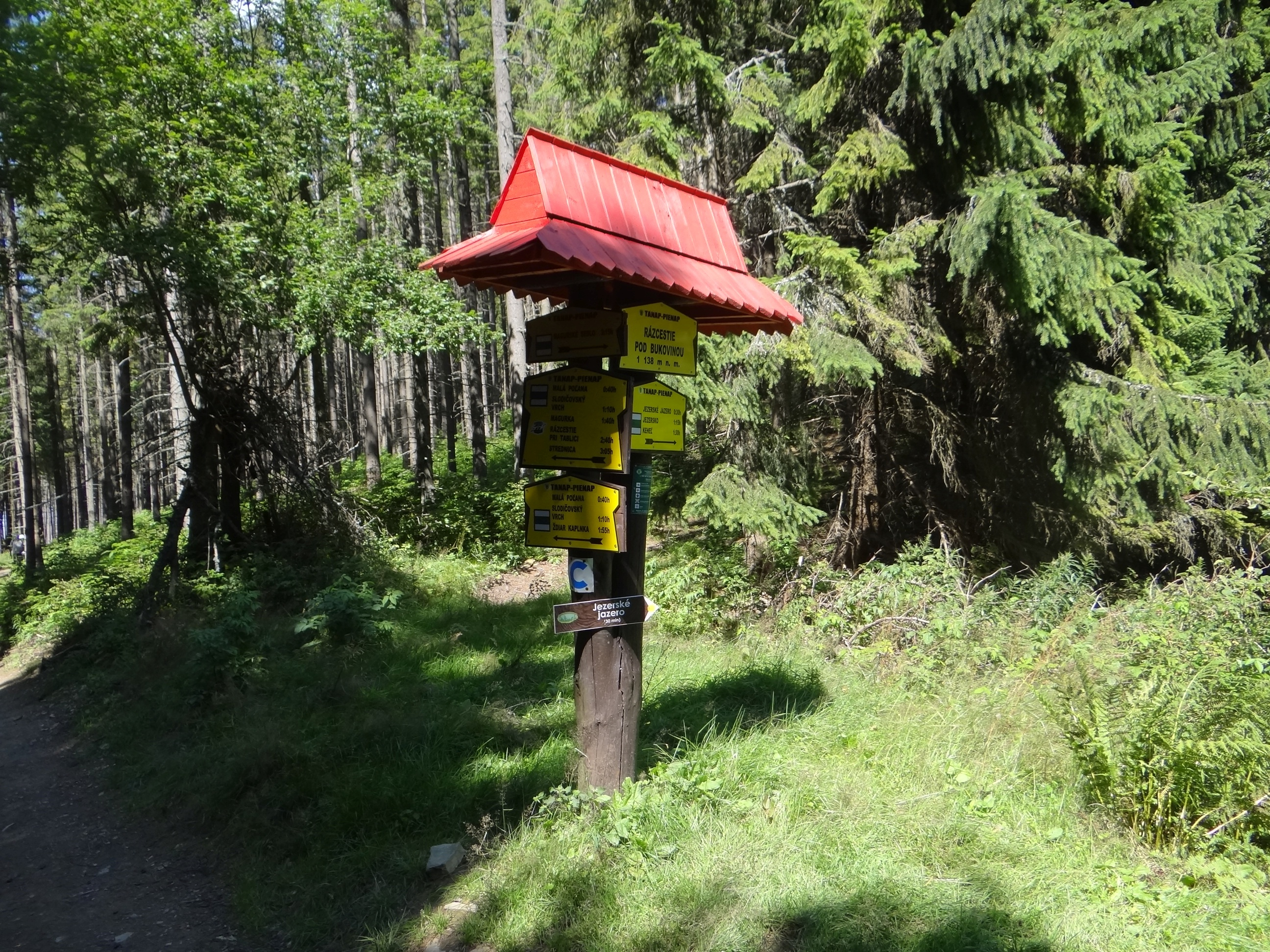
Rázcestie pod Bukovinou
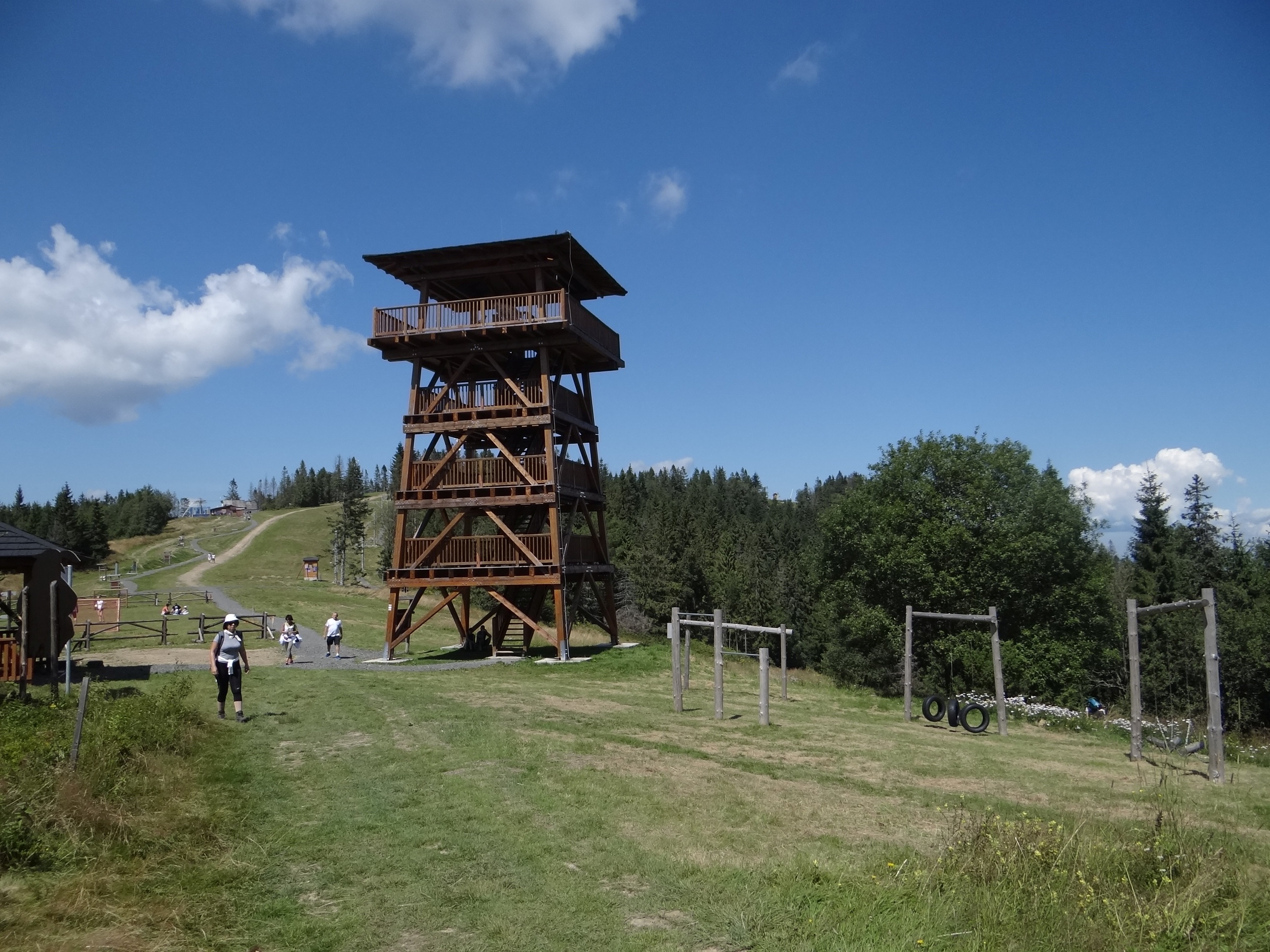
Wieża widokowa pod Bukoviną